# Mejorada del Campo
Mejorada del Campo ist eine Stadt und eine zentralspanische Gemeinde (municipio) mit 24.659 Einwohnern (Stand: 2024) im Osten der Autonomen Gemeinschaft Madrid im Übergang zur Autonomen Region Kastilien-La Mancha. Die Gemeinde gehörte ehemals zur Kulturlandschaft der Alcarria.

## Lage und Klima
Die ca. 830 m hoch gelegene Stadt Mejorada del Campo liegt bei der Einmündung des Río Henares in den Río Jarama im Iberischen Hochland (meseta) südöstlich des Kastilischen Scheidegebirges. Die spanische Hauptstadt Madrid befindet sich gut 22 km (Fahrtstrecke) westlich; die Stadt Alcalá de Henares ist etwa 18 km in nordöstlicher Richtung entfernt. Das Klima im Winter ist gemäßigt, im Sommer dagegen warm bis heiß; die eher geringen Niederschlagsmengen (ca. 450 mm/Jahr) fallen – mit Ausnahme der nahezu regenlosen Sommermonate – verteilt übers ganze Jahr.

## Bevölkerungsentwicklung
| Jahr      | 1857 | 1900  | 1950  | 2001   | 2019   |
| Einwohner | 886  | 1.025 | 1.853 | 15.771 | 23.274 |

Aufgrund der Lage im Großraum Madrid ist die Bevölkerung der ehemaligen Landgemeinde seit den 1950er Jahren enorm gewachsen.

## Wirtschaft
Mejorada del Campo war bis in die Mitte des 20. Jahrhunderts eine Landgemeinde, deren Bewohner weitgehend als Selbstversorger von den Erträgen ihrer Äcker und Hausgärten lebten. Auch heute noch spielt die Landwirtschaft eine wichtige Rolle, doch haben sich auch mehrere kleinere Gewerbebetriebe angesiedelt.

## Geschichte
Die Gründung des Ortes ist für die Zeit nach der Rückeroberung (reconquista) und Wiederbesiedlung (repoblación) der Gebiete nördlich und nordöstlich von Toledo im 11. und 12. Jahrhundert anzunehmen. Nachdem die Einwohner sich im 18. Jahrhundert in die direkte Abhängigkeit vom König begaben, hieß der Ort zeitweise Mejorada del Rey. Einige Jahrzehnte später wurden der Ort und sein Umland an Don Francisco González de Heredia y Gante übergeben, der für einige Jahre Grundherr (señor) blieb.

## Sehenswürdigkeiten

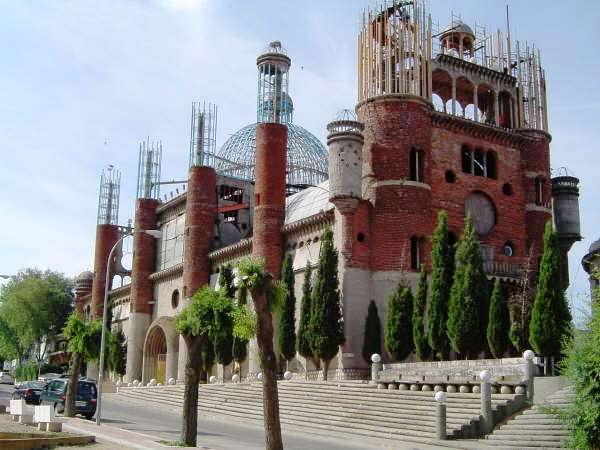
Catedral de Justo

- Die Iglesia de la Natividad de Nuestra Señora (deutsch: Kirche der Geburt Unserer Lieben Frau ) ist eine im Mudéjar-Stil erbaute einschiffige und nahezu fensterlose Kirche aus dem 16. Jahrhundert. Während die Apsis gewölbt ist, wird das Kirchenschiff von einem offenen Dachstuhl überspannt.[4]
- Im ausgehenden 17. Jahrhundert wurde im Auftrag von Don Pedro Gaetano Fernández del Campo, dem 2. Marqués de Mejorada, die dreiapsidiale und von einer zentralen Kuppel mit aufsitzender Laterne überhöhte Capilla de San Fausto angebaut – ein kleines Meisterwerk barocker Bau- und Dekorkunst. Sie sollte als Grablege (pantéon) und Gebetskapelle (oratorio) der Familie dienen und zeigt in vielen Details eine exquisite Steinbearbeitung.[5]
- Hauptattraktion der Stadt ist jedoch die als Catedral de Justo bezeichnete unvollendete Kirche. 
Deren Schöpfer ist der 1925 geborene Justo Gallego Martínez, der im Alter von 27 Jahren als Novize in die Trappistenabtei Santa María de Huerta eintrat, diese jedoch neun Jahre später wegen einer Tuberkulose-Erkrankung wieder verlassen musste. Nach seiner überraschenden Heilung begann er noch im Jahr 1961 aus Dankbarkeit, ohne Unterstützung seitens der Katholischen Kirche, ohne Kenntnisse von Statik oder Bauwesen und mit gespendeten Materialien mit dem Bau eines Gebäudes in den Grundmaßen 55 m lang, 25 m breit, das in kleinen Schritten bis auf eine Höhe von 35 m gewachsen ist. Das Bauland ist Teil eines von ihm ererbten Grundstücks, weswegen die Gemeindeverwaltung keine Mitspracherechte hat aber auch keine Baugenehmigung erteilte.

Weil Martinez alle gespendeten festen Materialien verbaute, beispielsweise auch Ausschusssteine einer benachbarten Ziegelei, oder regelrechten Müll hat das Bauwerk, das offiziell keine Kirche darstellt, ein buntes und abwechslungsreiches Aussehen, von Journalisten auch gern als Villa Kunterbunt bezeichnet. Auch in den 2020er Jahren baut Martinez unermüdlich weiter, nun zusammen mit einem Helfer (sein Pfleger Ángel López, ebenfalls baulicher Autodidakt), den er beauftragt hat, nach seinem Tod weiter an dem Kuppelbau zu arbeiten.
Ein junger spanischer Architekt, Alejandro Villagrasa aus Madrid, der auf das Wunderbauwerk aufmerksam wurde, stellte vor einigen Jahren Berechnungen an, um die Standfestigkeit und Sicherheit des Gebäudes zu ermitteln. Das Ergebnis zeigte: das Bauwerk kann nicht „halten“, es könnte einstürzen. Doch bisher ist nie etwas passiert. In den 2010er Jahren unterstützte eine katholische Hilfsorganisation Martinez mit Geldern und mit tatkräftiger Hilfe: Das Innere wurde umfassend aufgeräumt, eine Empore eingezogen, Hinweisschilder für die Besucher angebracht. Das nunmehr gemeinsame Ziel des Bauherrn und der katholischen Organisation besteht darin, dass „hier eines Tages Bedürftigen Hilfe und Obdach gewährt“ werden soll. Der Bürgermeister des Ortes hat Martinez die Ehrenbürgerwürde verliehen und will das Bauwerk, das nun bald eher offiziell als Catedrale bezeichnet wird, zu einem Baudenkmal erklären lassen. Der Architekt Villagrasa hat zusätzlich Entwürfe ausgearbeitet, wie die bisher offene Kuppel, nur getragen von einem Metallskelett, wetterdicht verschlossen werden kann und dennoch von ihrer Leichtigkeit nichts verliert. Er akzeptiert zugleich den Wunsch, die Kirche stets kleinteilig weiterzubauen, sie soll „als Monument des ewig Unvollkommenen“ gelten. – Die Justo-Kathedrale zieht seit vielen Jahren Touristen aus aller Welt in die Kleinstadt.